# Yohei Sakai
Yohei Sakai (坂井 洋平 Sakai Yohei?, nacido el 10 de abril de 1986 en Kanagawa) es un exfutbolista japonés. Jugaba de centrocampista y su último club fue el SC Sagamihara de Japón.

## Trayectoria

### Clubes
| Club                | País  | Año         |
| ------------------- | ----- | ----------- |
| Yokohama F. Marinos | Japón | 2004        |
| Yokohama FC         | Japón | 2005 - 2007 |
| SC Sagamihara       | Japón | 2008 - 2011 |
| Mito HollyHock      | Japón | 2012        |
| Thespakusatsu Gunma | Japón | 2013 - 2015 |
| SC Sagamihara       | Japón | 2016        |

## Estadística de carrera

### J. League
| Club                | Año   | J. League | J. League | Copa J. League | Copa J. League | Total | Total |
| Club                | Año   | Part.     | Goles     | Part.          | Goles          | Part. | Goles |
| ------------------- | ----- | --------- | --------- | -------------- | -------------- | ----- | ----- |
| Yokohama F. Marinos | 2004  | 0         | 0         | 0              | 0              | 0     | 0     |
| Yokohama FC         | 2005  | 3         | 0         | -              | -              | 3     | 0     |
| Yokohama FC         | 2006  | 11        | 0         | -              | -              | 11    | 0     |
| Yokohama FC         | 2007  | 2         | 0         | 0              | 0              | 2     | 0     |
| Mito HollyHock      | 2012  | 6         | 0         | -              | -              | 6     | 0     |
| Thespakusatsu Gunma | 2013  | 21        | 1         | -              | -              | 21    | 1     |
| Thespakusatsu Gunma | 2014  | 26        | 0         | -              | -              | 26    | 0     |
| Thespakusatsu Gunma | 2015  | 24        | 0         | -              | -              | 24    | 0     |
| SC Sagamihara       | 2016  | 26        | 1         | -              | -              | 26    | 1     |
| Total               | Total | 119       | 2         | 0              | 0              | 119   | 2     |

## Palmarés

### Títulos nacionales
| Título    | Club        | País  | Año  |
| --------- | ----------- | ----- | ---- |
| J2 League | Yokohama FC | Japón | 2006 |